# Microtegeus reticulatus
Microtegeus reticulatus är en kvalsterart som beskrevs av Aoki 1965. Microtegeus reticulatus ingår i släktet Microtegeus och familjen Microtegeidae. Inga underarter finns listade i Catalogue of Life.